# Plutoide
Un plutoide (da non confondere con un plutino) è un pianeta nano transnettuniano.
L'Unione Astronomica Internazionale definisce «plutoidi i corpi celesti che percorrono orbite attorno al Sole caratterizzate da un valore del semiasse maggiore superiore a quello dell'orbita di Nettuno, che hanno sufficiente massa perché la loro gravità conferisca loro un equilibrio idrostatico e una forma quasi sferica e che non abbiano pulito la propria fascia orbitale. Gli eventuali satelliti di un plutoide non sono essi stessi plutoidi»
.
Di conseguenza, i plutoidi possono essere pensati come un'intersezione tra l'insieme dei pianeti nani e l'insieme degli oggetti transnettuniani. Al settembre del 2008, Plutone, Eris, Makemake ed Haumea sono gli unici oggetti ad essere classificati come plutoidi. 
Altri 40 oggetti noti potrebbero avere le caratteristiche adatte per soddisfare i requisiti indicati

## Storia del termine
Il 24 agosto 2006 l'Unione Astronomica Internazionale ha deciso di ri-classificare Plutone come un pianeta nano, richiedendo che un pianeta abbia "ripulito la propria fascia orbitale".
L'Assemblea Generale della IAU stabilì inoltre:
Nota a piè di pagina:
[1] Sarà avviata una procedura IAU per selezionare un nome per tale categoria»
Per la nuova categoria, ai membri dell'Assemblea furono proposti i nomi "plutoni" o "oggetti plutoniani". Il primo termine fu rigettato durante l'Assemblea, in parte perché già utilizzato in geologia per indicare una tipologia di rocce intrusive, i plutoni appunto; il secondo non ottenne la maggioranza dei voti necessaria alla sua approvazione.
Anche l'elenco delle caratteristiche che sarebbero dovute essere attribuite alla nuova categoria hanno subito alcune variazioni. Quando fu inizialmente proposta, la categoria dei “plutoni” avrebbe dovuto raccogliere i pianeti aventi un periodo di rotazione intorno al Sole superiore a 200 anni ed un'orbita con un'inclinazione ed un'eccentricità superiori a quelle dei pianeti tradizionali. Quando, nel corso dell'Assemblea, fu avanzata la contro-proposta di stralciare Plutone dal rango planetario, tale categoria di oggetti simili a Plutone fu applicata ai pianeti nani che rispettano i requisiti di essere transnettuniani e "come Plutone" in termini di periodo, inclinazione ed eccentricità orbitali. All'ultimo, la risoluzione finale lasciò la definizione formale della nuova categoria, come ad esempio la scelta del nome, ad un successivo momento.
Successivamente alla Assemblea Generale dell'Unione Astronomica Internazionale, il termine "plutoide" è stato proposto dai membri del Committee on Small Body Nomenclature ("Comitato per la nomenclatura dei corpi minori", CSBN) - ed accettato dal Gruppo di lavoro per la nomenclatura dei sistemi planetari ed infine approvato dal Comitato esecutivo della IAU durante l'incontro svoltosi ad Oslo l'11 giugno 2008 Il termine è stato annunciato al termine dell'incontro insieme ad una definizione grandemente semplificata: tutti i pianeti nani transnettuniani sono plutoidi.

## Processo di assegnazione del nome per i plutoidi
La creazione del termine "pianeta nano" ha creato alcune ambiguità tra due gruppi di lavoro dell'UAI sulla responsabilità di assegnazione dei nomi ai pianeti nani. Il nome ad Eris è stato assegnato dal "Comitato per la nomenclatura dei corpi minori" (Committee on Small Body Nomenclature) in collaborazione con il "Gruppo di lavoro per la nomenclatura dei sistemi planetari" (Working Group for Planetary System Nomenclature). In concomitanza dell'annuncio della nuova classe dei plutoidi, l'11 giugno 2008 l'Unione Astronomia Internazionale ha istituzionalizzato tale processo collaborativo che coinvolge i due gruppi di lavoro nell'assegnazione del nome ai nuovi plutoidi.
In accordo con le linee guida per la nomenclatura dei corpi minori, la priorità sarà data ai nomi proposti dagli scopritori ed i plutoidi non possono condividere il nome con un altro corpo minore del Sistema solare.

### Complicazioni relative alla definizione di "pianeta nano"
Quando la definizione di "pianeta nano" è stata stabilita durante l'Assemblea Generale dell'Unione Astronomica Internazionale del 2006, Cerere, Plutone ed Eris sono stati identificati per definizione come i primi membri della classe dei pianeti nani. Tuttavia, non furono definite delle regolazioni precise sul come valutare il raggiungimento dell'equilibrio idrostatico. Senza una procedura di calcolo ufficiale del limite inferiore di massa per essere definiti "pianeti nani", nessun altro corpo può essere automaticamente categorizzato come pianeta nano o plutoide.
Senza tali regole, il processo di designazione è in una fase di stallo e, anche avendole, pochi fra tali oggetti possono essere fotografati con risoluzione sufficiente a determinarne la forma. Conseguentemente, l'Unione Astronomica Internazionale ha annunciato che, allo scopo di favorire l'assegnazione dei nomi, un oggetto sarà considerato plutoide se possiede:
(a) un semiasse maggiore superiore a quello dell'orbita di Nettuno
(b) una magnitudine assoluta inferiore ad H = +1.
Matematicamente, l'oggetto più piccolo che potrebbe avere una magnitudine assoluta pari a +1 (essendo perfettamente riflettente, con albedo pari ad 1), avrebbe un diametro di 838 km. È altamente improbabile che un oggetto di tali dimensioni o superiori, indipendentemente dalla sua composizione, non superi qualunque soglia sarà adottata come prova del raggiungimento dell'equilibrio idrostatico. Detto ciò, l'Unione Astronomica Internazionale ha stabilito che, se in conseguenza di ulteriori indagini fosse verificato che un oggetto, nominato come se fosse un plutoide, non avesse raggiunto l'equilibrio idrostatico, allora esso sarebbe riclassificato, ma manterrebbe il suo nome.

## Plutoidi
Cinque oggetti transnettuniani, Plutone, Eris, Makemake, Haumea e Quaoar sono ufficialmente classificati come pianeti nani e quindi come plutoidi.
| Numero | Nome     | Semiasse maggiore       | Diametro medio | Massa         | H     | Classificazione | Scoperta |
| ------ | -------- | ----------------------- | -------------- | ------------- | ----- | --------------- | -------- |
| 134340 | Plutone  | 39,71 au (5,941×109 km) | 2379,8±0,4 km  | 1,305×1022 kg | -0,7  | Plutino         | 1930     |
| 136108 | Haumea   | 43,75 au (6,545×109 km) | 1433±60 km     | 4,2×1021 kg   | 0,04  | Cubewano        | 2004     |
| 50000  | Quaoar   | 43,69 au (6,536×109 km) | 1110+5 −5 km   | 1,4×1021 kg   | 2,4   | Cubewano        | 2002     |
| 136199 | Eris     | 67,65 au (1,0120×10 km) | 2326±12 km     | ~1,6×1022 kg  | -1,19 | Disco diffuso   | 2005     |
| 136472 | Makemake | 45,71 au (6,838×109 km) | 1453±30 km     | 4,0×1021 kg ? | -0,43 | Cubewano        | 2005     |

## Candidati plutoidi
Si suppone che gli oggetti transnettuniani abbiano nuclei ghiacciati e quindi dovrebbe essere sufficiente un diametro di circa 400 km - pari a circa il 3% del diametro terrestre - per raggiungere l'equilibrio gravitazionale, rendendoli dei pianeti nani della classe dei plutoidi. Sebbene siano disponibili soltanto delle stime grezze dei diametri di tali oggetti, si ritiene che altri 40 corpi che orbitano al di là dell'orbita di Nettuno (oltre Plutone, Eris, Makemake ed Haumea) siano probabilmente dei pianeti nani.
| Numero    | Nome           | Semiasse maggiore        | Diametro medio  | Massa        | H   | Classificazione | Scoperta |
| --------- | -------------- | ------------------------ | --------------- | ------------ | --- | --------------- | -------- |
| 20000     | Varuna         | 42,78 au (6,400×109 km)  | 668+154 −86 km  | 3,7×1020 kg  | 3,6 | Cubewano        | 2000     |
| 28978     | Issione        | 39,79 au (5,952×109 km)  | 617+19 −20 km   | 2,3×1020 kg  | 3,6 | Plutino         | 2001     |
| 55565     | Aya            | 47,19 au (7,060×109 km)  | 768+39 −38 km   | 4,1×1020 kg  | 3,3 | Twotino         | 2002     |
| 55636     | 2002 TX300     | 43,15 au (6,455×109 km)  | 286+10 −10 km   | 1,2×1019 kg  | 3,4 | Cubewano        | 2002     |
| 55637     | 2002 UX25      | 42,49 au (6,356×109 km)  | 665+29 −29 km   | 1,25×1020 kg | 3,6 | Cubewano        | 2002     |
| 84522     | 2002 TC302     | 54,97 au (8,223×109 km)  | 584+106 −88 km  | ?            | 3,9 | Disco diffuso   | 2002     |
| 90377     | Sedna          | 479,65 au (7,1755×10 km) | 1025+90 −90 km  | ?            | 1,5 | Disco diffuso   | 2003     |
| 90482     | Orco           | 39,27 au (5,875×109 km)  | 917+25 −20 km   | 6,4×1020 kg  | 2,2 | Plutino         | 2005     |
| 120178    | 2003 OP32      | 43,37 au (6,488×109 km)  | 230 km          | ?            | 3,9 | Cubewano        | 2003     |
| 145452    | 2005 RN43      | 41,63 au (6,228×109 km)  | 679+55 −73 km   | ?            | 3,7 | Cubewano        | 2005     |
| 174567    | Varda          | 46,11 au (6,898×109 km)  | 714+82 −76 km   | 2,7×1020 kg  | 3,2 | Cubewano        | 2003     |
| 202421    | 2005 UQ513     | 43,22 au (6,466×109 km)  | 498+63 −75 km   | ?            | 3,5 | Cubewano        | 2005     |
| 208996    | Achlys         | 39,36 au (5,888×109 km)  | 573+21 −21 km   | ?            | 3,6 | Plutino         | 2003     |
| 225088    | Gonggong       | 67,38 au (1,0080×10 km)  | 1535+75 −225 km | ?            | 1,8 | Disco diffuso   | 2008     |
| 229762    | Gǃkúnǁʼhòmdímà | 72,72 au (1,0879×10 km)  | 648+60 −46 km   | ?            | 3,3 | Disco diffuso   | 2008     |
| 303775    | 2005 QU182     | 112,54 au (1,6836×10 km) | 416+73 −73 km   | ?            | 3,6 | Disco diffuso   | 2005     |
| 307261    | 307261 Máni    | 42,01 au (6,285×109 km)  | 934+47 −47 km   | ?            | 3,6 | Cubewano        | 2002     |
| 471143    | Dziewanna      | 70,56 au (1,0556×10 km)  | 470+35 −10 km   | ?            | 3,9 | Disco diffuso   | 2010     |
| 523692    | 2014 EZ51      | 52,52 au (7,857×109 km)  | 656 km          | ?            | 3,7 | Disco diffuso   | 2014     |
| 523794    | 2015 RR245     | 81,37 au (1,2173×10 km)  | 670 km          | ?            | 3,7 | Disco diffuso   | 2015     |
| 532037    | 2013 FY27      | 58,79 au (8,795×109 km)  | 780 km          | ?            | 3,2 | Disco diffuso   | 2013     |
| 589683    | 2010 RF43      | 49,57 au (7,416×109 km)  | 620+240 −240 km | ?            | 3,7 | Disco diffuso   | 2010     |
| 999999999 | 2014 UZ224     | 107,43 au (1,6071×10 km) | 635+65 −72 km   | ?            | 3,5 | Disco diffuso   | 2014     |
| 674118    | 2015 KH162     | 62,23 au (9,309×109 km)  | 700+300 −300 km | ?            | 3,9 | Disco diffuso   | 2015     |
| 999999999 | 2018 VG18      | 95,24 au (1,4248×10 km)  | 500 km          | ?            | 3,6 | Disco diffuso   | 2015     |

In questa tabella sono presenti tutti gli oggetti transnettuniani con magnitudine assoluta (H) minore di 4.